# 屯門西
屯門西（英語：Tuen Mun West，代號L2）是香港屯門區議會下轄的選區，2023年設立，定為雙議席選區。

## 範圍
現時選區包括屯門的西南部，屯門公路青田交匯處以南、屯門河以西一帶，與其接壤的選區有屯門東、屯門北、元朗區議會的天水圍南及屏廈選區以及離島區議會的離島選區。
投票站設有十四個，分別位於馬錦明慈善基金馬可賓紀念中學、山景社區會堂、大興社區會堂、仁愛堂陳黃淑芳紀念中學、大興體育館、南屯門官立中學、世界龍岡學校劉德容紀念小學、東華三院辛亥年總理中學、蝴蝶灣社區中心、新屯門中心社區中心、中華基督教會何福堂小學、香港路德會增城兆霖學校、龍鼓灘村公所、龍逸社區會堂。
現時選區包括屯門的西南部，屯門公路青田交匯處以南、屯門河以西一帶，與其接壤的選區有屯門東、屯門北、元朗區議會的天水圍南及屏廈選區以及離島區議會的離島選區。

## 沿革
2023年香港選舉改革將區議會所有單議席選區取消，屯門區定為三個雙議席選區，共選出六席民選議員。屯門西選區由原有單議席的翠興、山景、景興、興澤、悅湖、兆禧、湖景、蝴蝶、富新、樂翠、龍門選區合併而成。
2023年區議會選舉，估算人口有168,009人，選民有108,195人，吸引到四人參選。

## 歷屆議員
| 選區名稱 | 屆別           | 議員   | 政治聯繫 | 政治聯繫 | 議員 | 政治聯繫 | 政治聯繫 |
| -------- | -------------- | ------ | -------- | -------- | ---- | -------- | -------- |
| 屯門西   | 2024年－2027年 | 鍾健峰 |          | 民建聯   | 徐帆 |          | 工聯會   |

## 歷屆選舉結果
| 政党   | 政党       | 候选人            | 票数  | %      | ± |
| ------ | ---------- | ----------------- | ----- | ------ | - |
|        | 香港政研會 | ①. 鄧德成（德德） | 4,903 | 16.30% |   |
|        | 實政圓桌   | ②. 莊豪鋒         | 7,149 | 23.76% |   |
|        | 民建聯     | ③. 鍾健峰         | 9,426 | 31.33% |   |
|        | 工聯會     | ④. 徐帆           | 8,608 | 28.61% |   |
| 多数票 | 多数票     | 多数票            | 1,459 | 4.85%  |   |

## 資料來源
1. ↑   (PDF).   [2023年8月23日]. （原始内容 (PDF)存档于2023年10月20日） （繁体中文）.
2. ↑   (PDF).   [2023年11月17日]. （原始内容 (PDF)存档于2023年12月2日）.
3. 1 2   (PDF). 選舉管理委員會. 2023-07-11  [2023-08-23]. （原始内容存档 (PDF)于2023-10-14）.
4. ↑   (PDF).   [2023-11-19]. （原始内容存档 (PDF)于2023-11-16）.
5. ↑   (PDF).   [2023-08-23]. （原始内容存档 (PDF)于2023-10-20）.
6. ↑   (PDF).   [2023-11-17]. （原始内容存档 (PDF)于2023-12-02）.